# La Reforma (México)

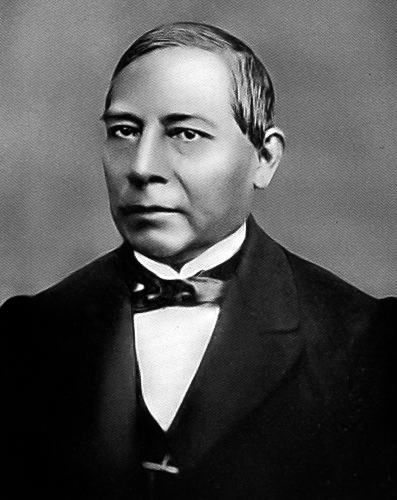
Benito Juárez, presidente do México durante um longo período nas reformas.

La Reforma foi um meio período ao longo do século 19 na história do México que foi caracterizado por reformas liberais, expropriações de templos e terras da Igreja e adoção de uma nova Constituição em 1857, de caráter liberal e progressista, estabelecendo o México como um país federal e democrático. Influentes políticos liberais durante o período de reforma incluem Benito Juárez, Juan Álvarez, Ignacio Comonfort, Miguel Lerdo de Tejada, Sebastián Lerdo de Tejada, Melchor Ocampo, José María Iglesias e Santos Degollado.